# Ла Јука (Порторико)
Ла Јука (шп. La Yuca) град је у америчкој острвској територији Порторико, острвској држави Кариба.

## Демографија
По попису из 2010. године број становника је 665.
| Група             | 2000.    | 2010.       |
| Белци             | 0 (0,0%) | 4 (0,6%)    |
| Афроамериканци    | 0 (0,0%) | 54 (8,1%)   |
| Азијати           | 0 (0,0%) | 1 (0,2%)    |
| Хиспаноамериканци | 0 (0,0%) | 661 (99,4%) |
| Укупно            | 0        | 665         |